# Marijke van Haaren
Marijke van Haaren ('t Zand, 10 februari 1952) is een voormalige Nederlandse politica namens het CDA.
Van Haaren werd opgeleid tot docent Engels en werkte als docente op een middelbare school. Begonnen als bestuurslid van het CDA Ede, was Van Haaren van 1994 tot 1998 gemeenteraadslid in Ede. Van 1998 tot 2002 was zij wethouder in deze gemeente. Hierna was zij sedert 2003 gedeputeerde van de provincie Gelderland. In haar eerste termijn had ze de portefeuille infrastructuur en openbaar vervoer en in haar tweede periode was ze verantwoordelijk voor mobiliteit en economie. Na de verkiezingen van 2011 keerde zij niet terug als gedeputeerde.
Van Haaren was verder tussen 2007 en 2015 onder andere voorzitter van de Fietsersbond, voorzitter van de Nederlandse Vereniging van Binnenhavens en is lid van het Lezersfonds van NRC Handelsblad. Ze verhuisde van Ede naar Lochem om samen met haar man een Bed and Breakfast te beginnen.
In 2015 werd ze wethouder in de gemeente Berkelland. Ze volgde de eerder opgestapte wethouder Leo Scharenborg op. Per 1 januari 2021 is zij gestopt als wethouder om zich te kunnen richten op de zorg voor haar man bij wie een levensbedreigende ziekte was vastgesteld. Zij is opgevolgd door Gerda ter Denge uit Losser.
In april 2016 werd Marijke van Haaren officier in de orde van Oranje Nassau.
Van Haaren is getrouwd en heeft twee kinderen.
De Valleilijn heeft treinstel 5035 naar haar genoemd.